# 내리새라도서관
내리새라도서관은 부산광역시 기장군에 있는 공립 도서관이다.

## 연혁
- 2020. 05. 29 내리새라도서관 개관